# ナックル・ウォーズ
『ナックル・ウォーズ』は、狩撫麻礼の原作を谷口ジローが作画した日本の漫画作品である。

## 概説
谷口ジローは、同時期に発表した作品群で『青い戦士』に次いで思い入れの深い作品だと語っている。

## あらすじ
森山はボクシングの凋落を嘆き、自ら世界チャンピョンを育てる決意をする。

## 初出
秋田書店の『プレイコミック』第15巻第10号（1982年5月27日（10）号）から第16巻第14号（1983年7月28日（14）号までの間で掲載された。

## 単行本
日本語
- 『ナックル・ウォーズ』 1巻、秋田書店〈PLAY COMIC SERIES〉、1983年5月15日。ISBN 4-253-06818-9。[4]
- 『ナックル・ウォーズ』 2巻、秋田書店〈PLAY COMIC SERIES〉、1983年5月15日。ISBN 4-253-06819-7。[5]
- 『ナックル・ウォーズ』 3巻、秋田書店〈PLAY COMIC SERIES〉、1983年12月10日。ISBN 4-253-06820-0。[6]

- 『ナックル・ウォーズ』 1巻、双葉社〈アクションコミックス〉、1988年3月29日。ISBN 4-575-93112-8。[7]
- 『ナックル・ウォーズ』 2巻、双葉社〈アクションコミックス〉、1988年4月29日。ISBN 4-575-93116-0。[8]
- 『ナックル・ウォーズ』 上、双葉社〈双葉文庫名作シリーズ〉、1998年8月。ISBN 4-575-72117-4。[9]
- 『ナックル・ウォーズ』 下、双葉社〈双葉文庫名作シリーズ〉、1998年8月。ISBN 4-575-72118-2。[10]

## 脚註